# 先發投手
先發投手（英語：Starter），指在棒球比賽中第一位上場的投手，通常負擔較多局數以及球隊的勝敗責任。
先發投手必須在投滿5局以上，且下場前球隊領先，才能獲得勝投候選資格。通常先發投手都以體能較佳，續航力較久的投手為主，約5天上場一次。由於先發投手著重於長局數之平均壓制能力，而且先發投手多半要負擔至少五局的投球局數，為求有效率地完成至少五局的責任局數，先發投手除體能及續航力外，控球及配速的能力往往會是被要求的重點。美國職棒大聯盟每隊通常會有先發輪值名單，共五個投手，其他職業球隊也會有人數不等的先發輪值。牛棚中，負責在先發投手投換後負責投球的稱為中繼投手或者是後援投手。

## 假先發
開局投手（Opener），又稱「假先發」、「短先發」，指的是由中繼投手在比賽開始時，先上場投一至兩局，再由輪值先發投手或長中繼接手。在先發輪值戰力較差的球隊，可降低牛棚投手群出賽過度的問題。